# Culture de Xituanshan
Objets typiques
Vases à trois pieds
La culture de Xituanshan (西团山) est une culture de l'Âge du bronze de la province du Jilin, dans le nord-est de la Chine. Elle s'étend dans la vallée du deuxième Songhua, sur le territoire des villes actuelles de Changchun et de Jilin, entre les monts Weihuling et les rivières Lalinhe, Liaohe de l'est et Yitonghe.

## Chronologie
La culture de Xituanshan est divisée en trois périodes, représentées par différents sites :
- phase ancienne (1275 – 1105 av. J.-C.) :
  - Xingxingshao (星星哨)
  - Xituanshan
- phase moyenne (465 – 315, 395 – 245 av. J.-C.) :
  - Houshishan (猴石山)
  - Changsheshan (长蛇山)
- phase tardive (290 – 140 av. J.-C.) :
  - Tuchengzi (土城子)
  - Yangdun Dahaimeng (杨屯大海猛)

## Caractéristiques
L'une de ses caractéristiques sont les tombes à ciste en pierre qui servent pour une seule personne. Elle est aussi remarquable pour ses vases à trois pieds de type ding et li qui dénotent des relations avec les plaines centrales de la Chine.

## Habitat
Les villages se situent près des rivières sur des terrasses basses. Les maisons font 25 à 40 m2, sont semi-enterrées et possèdent un foyer rectangulaire. Leurs murs sont en pierre ou revêtus de boue.

## Sépultures
Les enfants sont parfois enterrés dans une jarre sous le sol de la maison. Dans les cistes, les dépôts funéraires sont constitués de céramique, d'outils en pierre et de rares objets en bronze, surtout des couteaux ; ils varient selon la personne. Les hommes sont accompagnés d'outils pour l'agriculture et la chasse tandis que les cistes des femmes contiennent des volants de fuseau, des couteaux en pierre et des bijoux.
La division du travail a permis la production de surplus et l'apparition de riches et de pauvres avec des tombes pouvant contenir jusqu'à plusieurs centaines d'objets.

## Sites
Les principaux sites représentatifs se trouvent aux environs de Jilin : ce sont Xituanshan, Tuchengzi, Changsheshan et Saodagou.

## Protection
Le site archéologique de Xituanshan a été inscrit en 2001 sur la liste des sites historiques et culturels majeurs protégés au niveau national (Jilin) (5-27). La plus grande partie des objets découverts est exposée au musée de la ville de Jilin.